# アントニオ・チゼリ
アントニオ・チゼリ（Antonio Ciseri、1821年10月25日 - 1891年3月8日）はスイス系イタリア人の画家である 。宗教画や肖像画を描いた。

## 略歴
スイス、ティチーノ州のロンコ・ソプラ・アスコナに生まれた。祖父の代から続く装飾画家の家系で、1833年に父親が働くフィレンツェに移り、フィレンツェの美術学校(Accademia di Belle Arti di Firenze)で新古典主義の画家、ピエトロ・ベンヴェヌーティやジュゼッペ・ベッツォーリらに学んだ。
1848年から後輩を教え始め、1853年に美術学校を開いた。チゼリから学んだ画家にはシルヴェストロ・レーガ(Silvestro Lega : 1826-1895)、ニッコロ・カンニッチ(Niccolò Cannicci : 1846-1906)、 ジローラモ・ネルリ(Girolamo Nerli :1860-1926) 、ラファエロ・ソルビ(Raffaello Sorbi : 1844-1931)や エギスト・サッリ(Egisto Sarri : 1837-1901)らがいる。
イタリアやスイスの教会からの依頼で宗教画を描き、また多くの肖像画を描いた。その宗教画はラファエロ・サンティの作品のスタイルを踏襲していた。
1877年にイタリアの市民権を得た。1891年にフィレンツェで没した。

## 作品

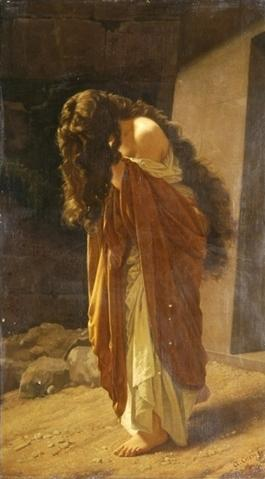
Penitent Magdalen, 1864
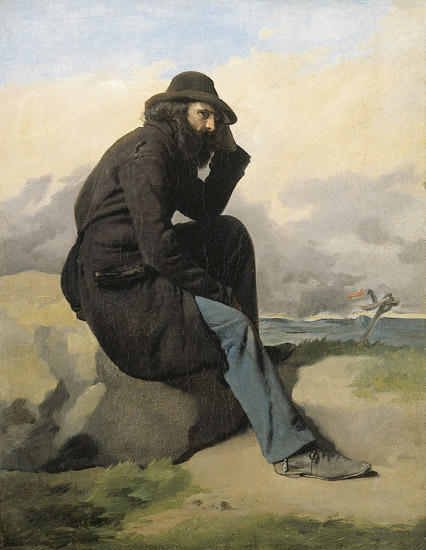
The Exile
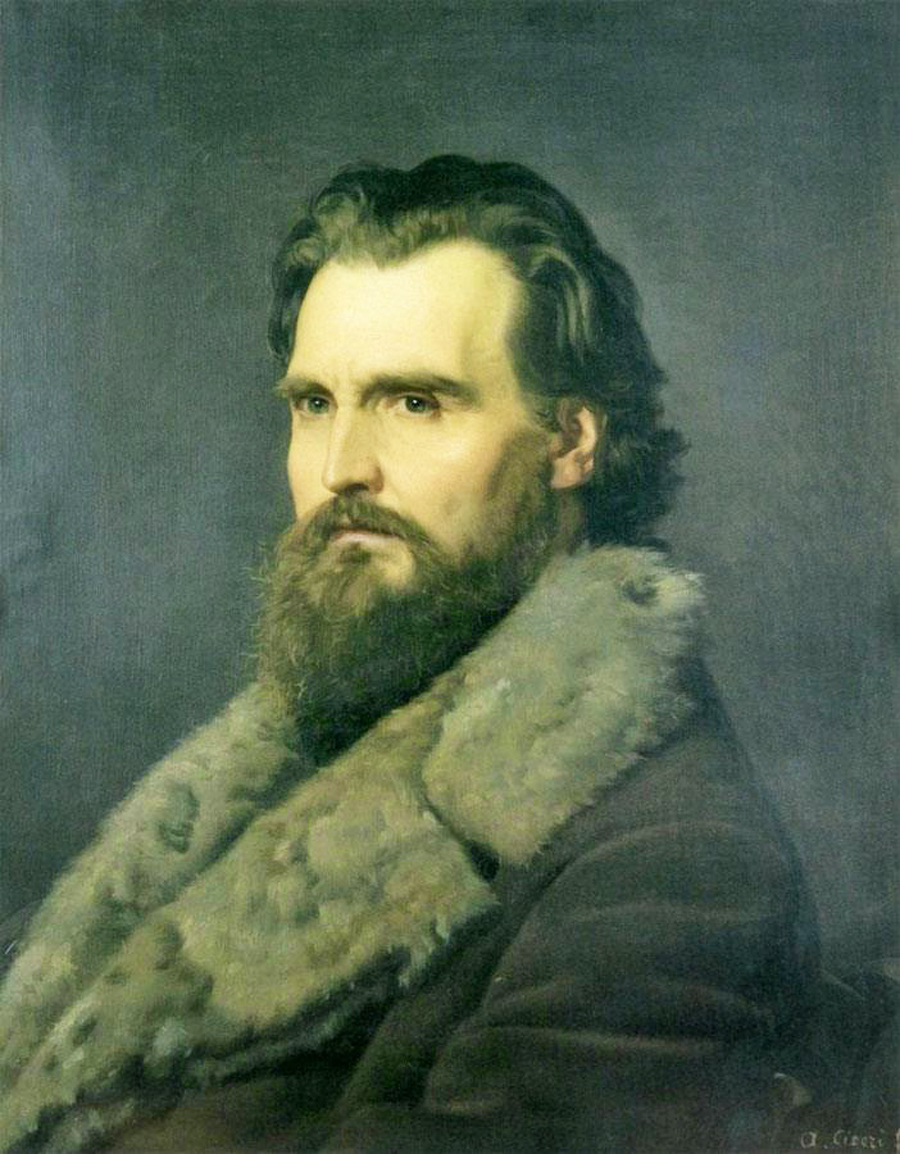
Giovanni Dupré-彫刻家
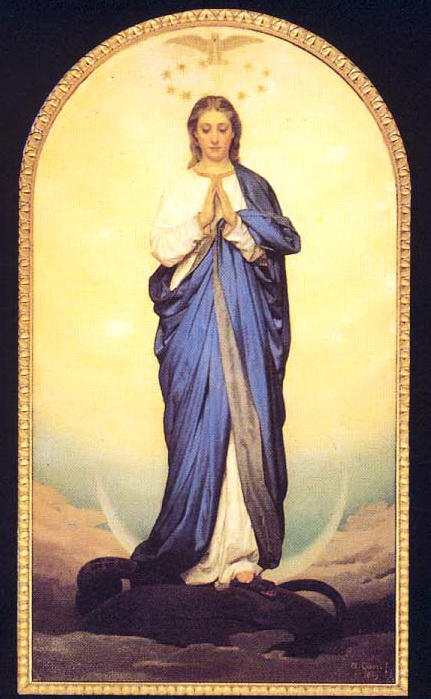
Immacolata

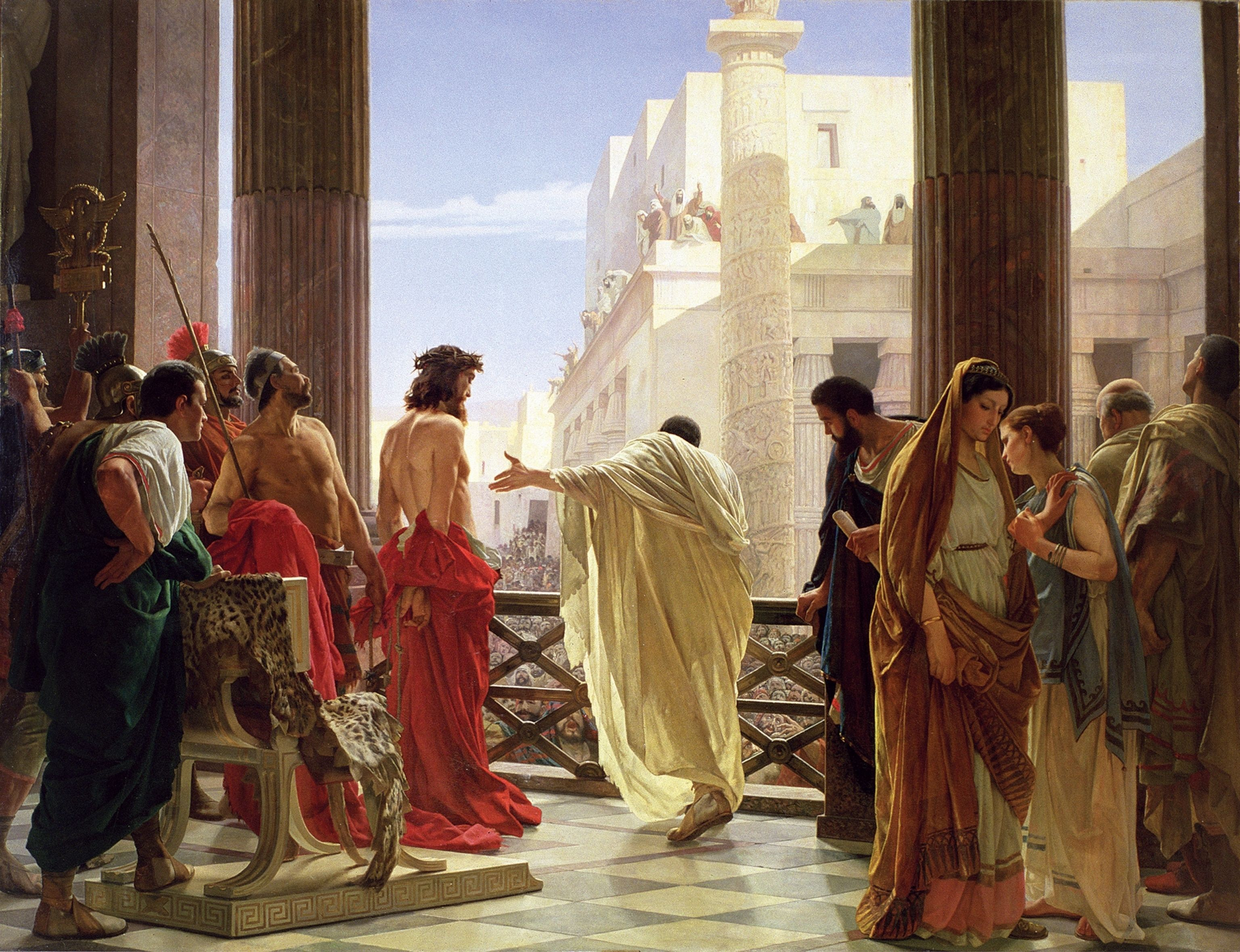
エッケ・ホモ(「この人を見よ」)
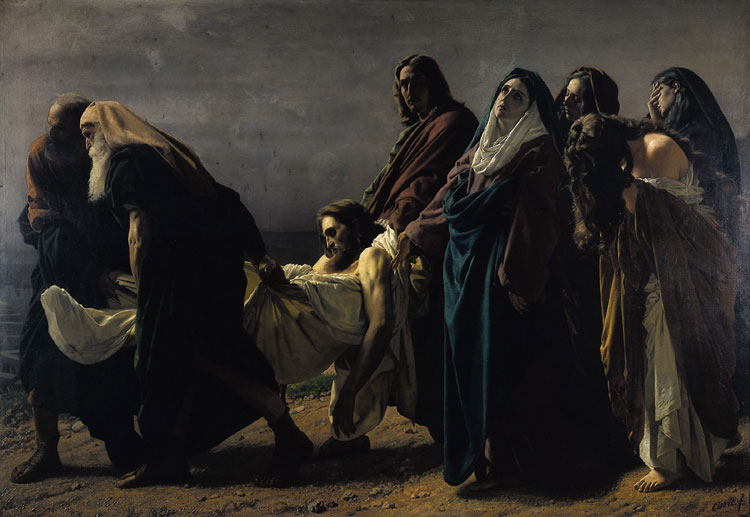
The transport of Christ to the sepulcher
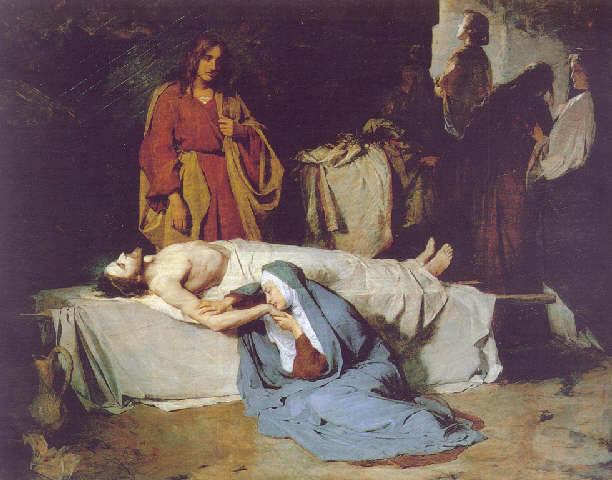
「ピエタ」